# 伊豆箱根鉄道1100系電車
伊豆箱根鉄道1100系電車（いずはこねてつどう1100けいでんしゃ）は、伊豆箱根鉄道が1989年（平成元年）から2012年（平成24年）にかけて保有していた電車。駿豆線用の通勤形電車である。

## 概要
老朽化した従来車の代替および新性能化・冷房化促進目的で、親会社である西武鉄道より701系電車4両編成3本を1989年（平成元年）8月と翌1990年（平成2年）5月の二度にわたって譲り受けたものである。本系列導入によって駿豆線の冷房車比率は66.7 %に向上した。導入に際しては4両編成で譲り受けたものを、クモハ1100形-モハ1200形-クハ2100形から構成される3両編成に組み替えているが、詳細は後述する。
なお、本系列の車両番号（以下「車番」と記す）は代替対象である1000系第5 - 7編成のものを継承しているため、形式称号は「1100系」であるものの、1100番台を付番された車両は存在しない。

## 仕様

### 導入時における改造
本系列は車体塗装を含め西武在籍当時より一切手を加えられていない状態で譲渡を受けたが、導入に際しては各種改造を自社大場工場において施工した。
前述3両編成化は、運転台部分の移設ではなく、旧モハ701形奇数車の台車、主電動機等の床下機器一式を旧クハ1701形奇数車へ移設し、同車を電動車化する形で実施された。また、旧クハ1701形偶数車の台車をFS342Tに交換し、編成内における台車を統一した。
その他、短編成化に伴う電動発電機 (MG) の換装（出力適正化）、制輪子をレジン製から鋳鉄製のものへ交換、電気連結器の撤去、ATSの交換とそれに伴う一部座席の撤去ならびに列車無線の変更、自動放送装置の新設が実施された。

### 車体
入線時に3000系に準じた「ライオンズブルー」と称する青と白のツートンカラーへの塗色変更が行われ、西武在籍当時はステンレス無塗装とされていた客用扉部分も車体同色に塗り分けられた。その他車体周りには目立った改造は施工されていないため、塗装を除く外観については比較的原形を保っている。
なお、第3編成（1013編成 ）は701系初期車を種車としており、乗務員扉手すりが露出型であることが他編成と異なる。
内装についてはほぼ西武在籍当時のままとされ、車内はオールロングシート仕様である。

### 主要機器
入線時に3両編成化改造が施工されたことに伴い、前述のように編成単位における機器構成には変化が生じたものの、搭載する機器そのものは基本的に西武在籍当時と変化はない。ただし、前述のように制御車クハ2100形の台車が住友金属工業製ペデスタル式空気ばね台車FS072から電動車と同一の住友金属工業製ウィングばね式コイルばね台車FS342Tに交換された。
主電動機は日立製作所製HS-836-Frbで、駆動方式は中空軸平行カルダン、歯車比は15:84 (5.6) である。
主制御器は日立製作所製電動カム軸式MMC-HT-20Aを搭載する。同制御器は型番「HT」が示す通り、発電制動機能は装備していない。制動装置は電磁直通空気制動 (HSC) である。
電動空気圧縮機 (CP) はMH16B-AK3（容量990 l/min）をクハ2100形へ2基搭載する。第3編成（1013編成）は西武在籍当時HB-2000（容量2000 l/min）を1基搭載していたが、譲渡に際してMH16B-AK3への換装が実施され仕様の統一が図られた。

## 導入後の変遷

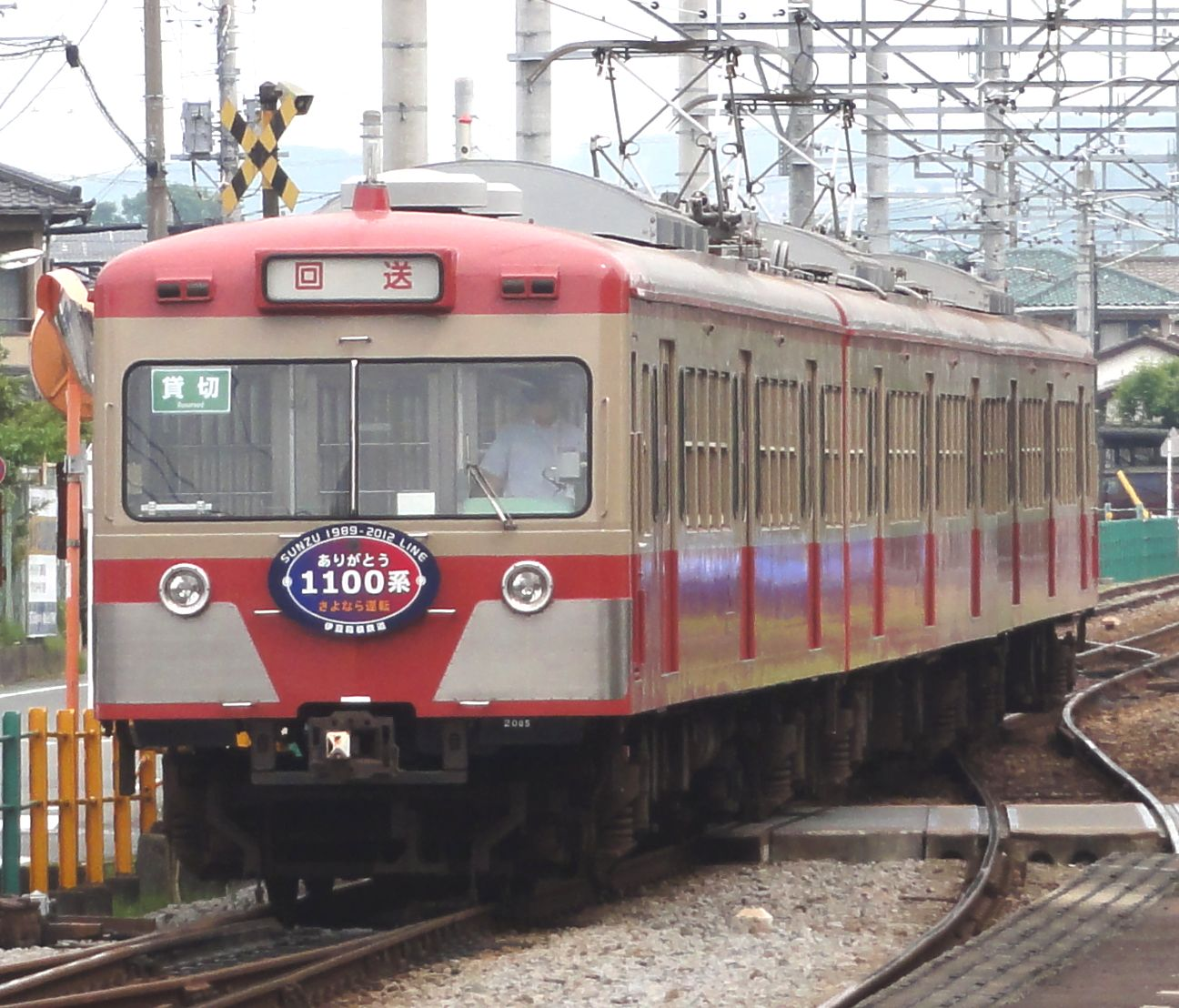
ヘッドマークを掲出しての運行

本系列は前述した入線時のATS搭載によって運転台仕切直後の座席が撤去されているが、後年同位置は車椅子スペースとされた。その他、全編成ともMGの再換装が行われたほか、クハ2100形に搭載するCPをMH16B-AK3からHB-2000へ換装した。
第1編成（1009編成）はワンマン運転に対応させるため2008年（平成20年）にワンマン・ツーマン切替スイッチ、戸閉放送スイッチ、ワンマン表示板が設置された。ただし、他系列（3000系および7000系）と異なり、ドアチャイムは設置されていない。また、各車両の客用扉に車両・扉位置案内プレートが、各車両の車端部（外側も含む）には号車番号表記がそれぞれ貼付された。号車表記は修善寺側から1号車（クハ2100形）・2号車（モハ1200形）・3号車（クモハ1100形）となっている。
しかし、同時期には全編成とも車齢40年を超えて老朽化が著しくなったことから、2009年（平成21年）以降、同じく西武鉄道からの譲受車である1300系導入によって代替が進められることとなり、同年1月16日付で第2編成（1011編成）が、同年6月10日付で第3編成（1013編成）が相次いで廃車となった。最後に残った第1編成（1009編成）についても、営業運転の終了予定が決まった後の2011年（平成23年）7月16日より引退を記念するヘッドマークを掲出して運行され、2012年（平成24年）6月13日をもって営業運転を終了した。一方、2011年9月3日には、伊豆の国市韮山の地ビール「反射炉ビヤ」が飲み放題の『反射炉ビヤガー電車』が計画されていたが、都合により1300系の運行に変更された。

## 車歴・編成
| 形式              | 車番       | 旧番 （カッコ内は機器供出車） | 新製       | 譲渡      | 廃車      |
| ----------------- | ---------- | ----------------------------- | ---------- | --------- | --------- |
| クモハ1100形 (Mc) | クモハ1009 | 西武クハ1783 （モハ783）      | 1967年2月  | 1989年8月 | 2012年7月 |
| クモハ1100形 (Mc) | クモハ1011 | 西武クハ1777 （モハ777）      | 1966年12月 | 1989年8月 | 2009年1月 |
| クモハ1100形 (Mc) | クモハ1013 | 西武クハ1735 （モハ735）      | 1965年3月  | 1990年5月 | 2009年6月 |
| モハ1200形 (M)    | モハ1010   | 西武モハ784                   | 1967年2月  | 1989年8月 | 2012年7月 |
| モハ1200形 (M)    | モハ1012   | 西武モハ778                   | 1966年12月 | 1989年8月 | 2009年1月 |
| モハ1200形 (M)    | モハ1014   | 西武モハ736                   | 1965年3月  | 1990年5月 | 2009年6月 |
| クハ2100形 (Tc)   | クハ2005   | 西武クハ1784                  | 1967年2月  | 1989年8月 | 2012年7月 |
| クハ2100形 (Tc)   | クハ2006   | 西武クハ1778                  | 1966年12月 | 1989年8月 | 2009年1月 |
| クハ2100形 (Tc)   | クハ2007   | 西武クハ1736                  | 1965年3月  | 1990年5月 | 2009年6月 |

|          | ← 三島 修善寺 →   |                |                 |
| 編成呼称 | クモハ1100形 (Mc) | モハ1200形 (M) | クハ2100形 (Tc) |
| 第1編成  | 1009              | 1010           | 2005            |
| 第2編成  | 1011              | 1012           | 2006            |
| 第3編成  | 1013              | 1014           | 2007            |